# Saint-Jean-du-Falga
Saint-Jean-du-Falga (okzitanisch Sant Joan del Falgar) ist eine französische Gemeinde mit 2864 Einwohnern (Stand: 1. Januar 2022), die im Département Ariège in der Region Okzitanien liegt. Saint-Jean-du-Falga gehört zum Arrondissement Pamiers und zum Kanton Pamiers-1. Die Einwohner werden Saint-Jeantais genannt.

## Lage
Saint-Jean-du-Falga liegt am Fluss Ariège am Rande der Pyrenäen. Umgeben wird Saint-Jean-du-Falga von den Nachbargemeinden Pamiers im Norden, Verniolle im Osten, Varilhes im Süden und Südosten, Rieux-de-Pelleport im Südwesten sowie Benagues im Westen und Südwesten.
Durch die Gemeinde führt die Route nationale 20.

## Bevölkerungsentwicklung
| 1962 | 1968 | 1975 | 1982 | 1990 | 1999 | 2006 | 2012 | 2019 |
| ---- | ---- | ---- | ---- | ---- | ---- | ---- | ---- | ---- |
| 757  | 1071 | 2011 | 2153 | 2263 | 2276 | 2549 | 2714 | 2869 |

## Sehenswürdigkeiten
- Kirche Saint-Jean-Baptiste
- Kapelle Saint-Sernin am Friedhof aus dem 12. Jahrhundert

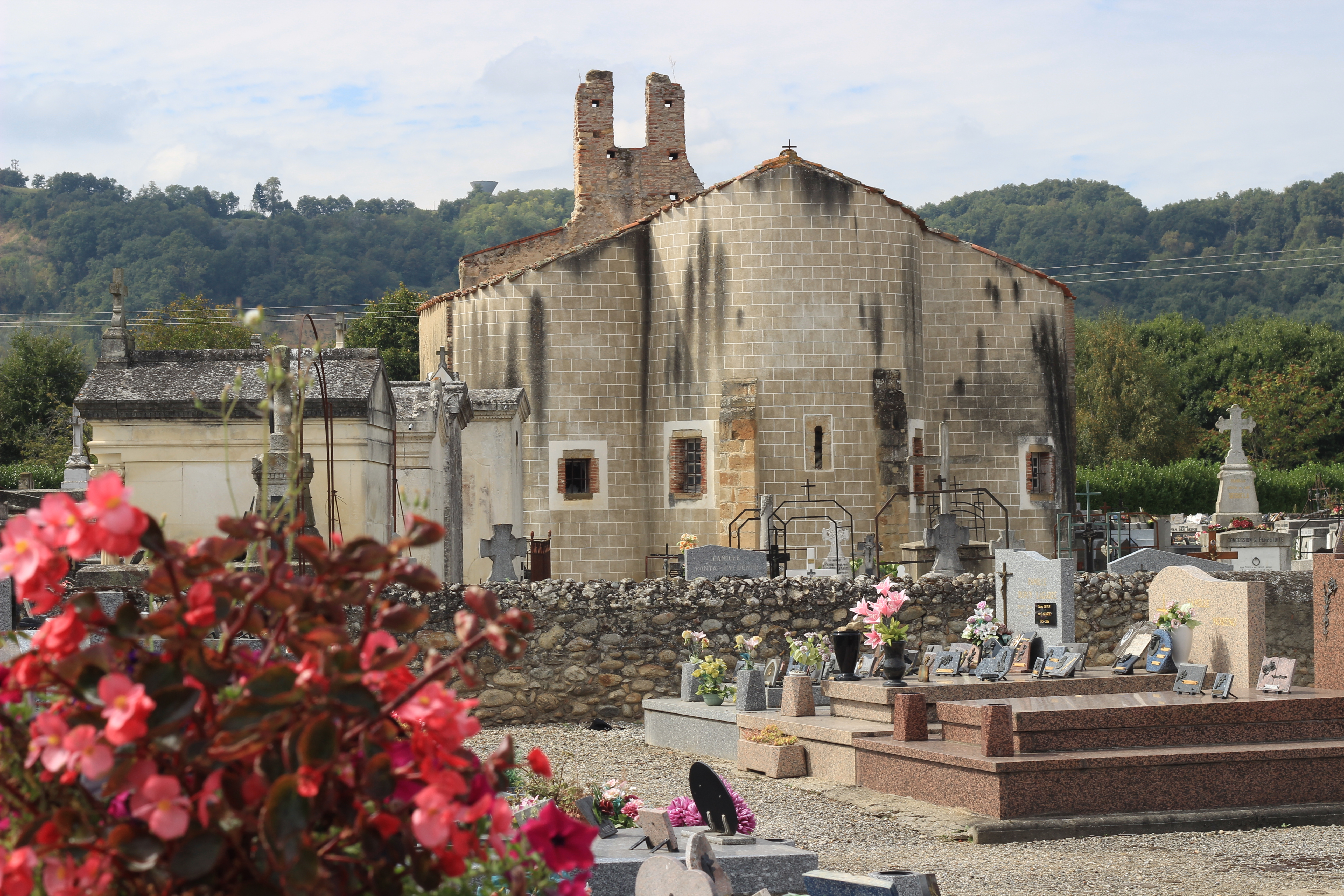
Kapelle Saint-Sernin